# Gabicce Mare

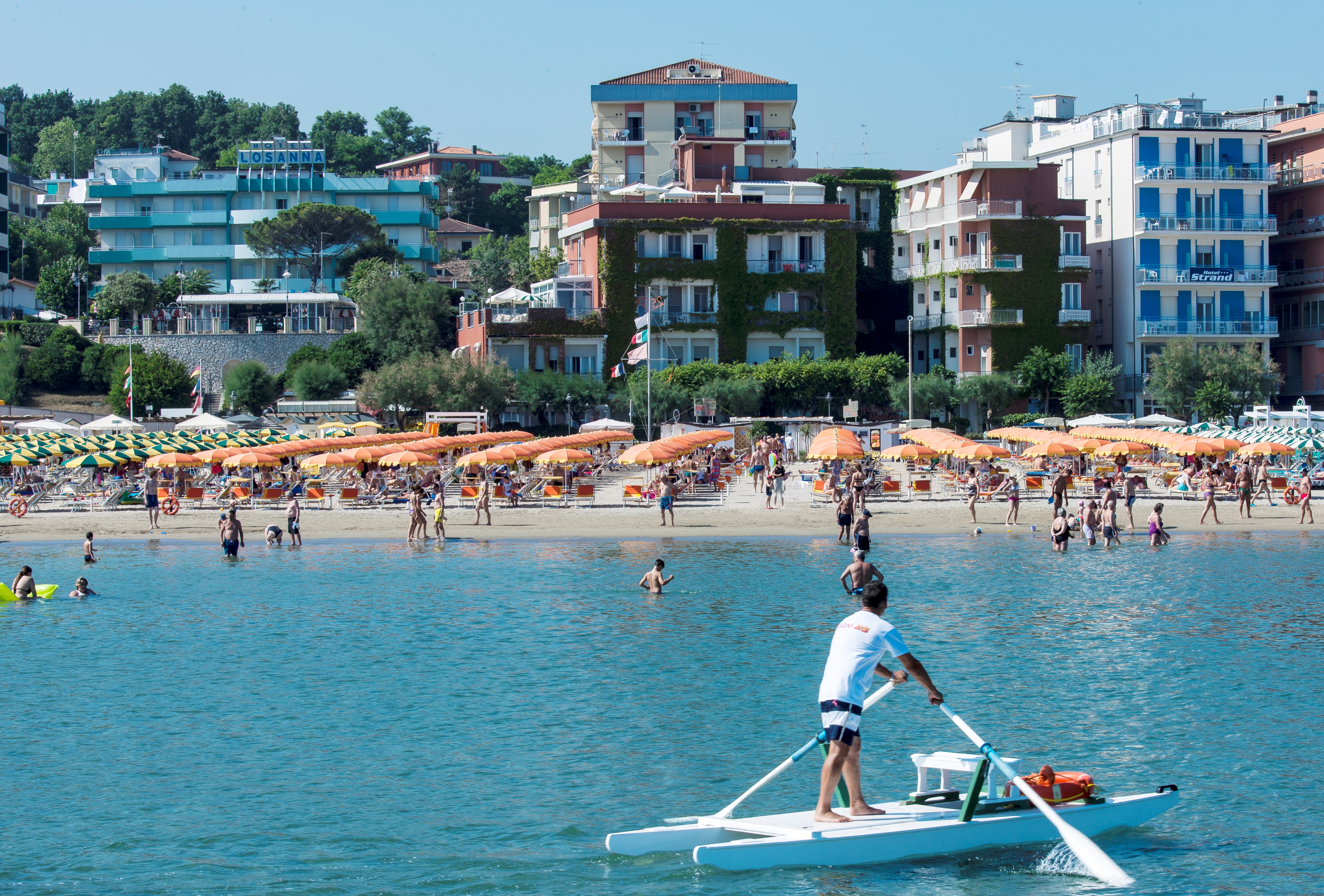
Gabicce Mare: Uitzicht vanaf de Zee

Gabicce Mare is een gemeente in de Italiaanse provincie Pesaro-Urbino (regio Marche) en telt 5.808 inwoners (01-01-2014). De oppervlakte bedraagt 4,9 km², de bevolkingsdichtheid is 1146 inwoners per km².

## Demografie
Gabicce Mare telt ongeveer 2365 huishoudens. Het aantal inwoners daalde in de periode 1991-2001 met 1,0% volgens cijfers uit de tienjaarlijkse volkstellingen van ISTAT.
| Jaar | Inwoneraantal |
| ---- | ------------- |
| 1991 | 5410          |
| 2001 | 5356          |

## Geografie
Gabicce Mare grenst aan de volgende gemeenten: Cattolica (RN), Gradara, Pesaro.

## Partnersteden
- Oetigheim (Duitsland), sinds 1999
- Brussel (België), sinds 2003
- Eguisheim (Frankrijk), sinds 2007

## Externe koppelingen
- Oetigheim
- Brussel
- Eguisheim
- Hotel Losanna. Het eerste hotel van Gabicce
- www.GabicceVistaMare

## Galerij

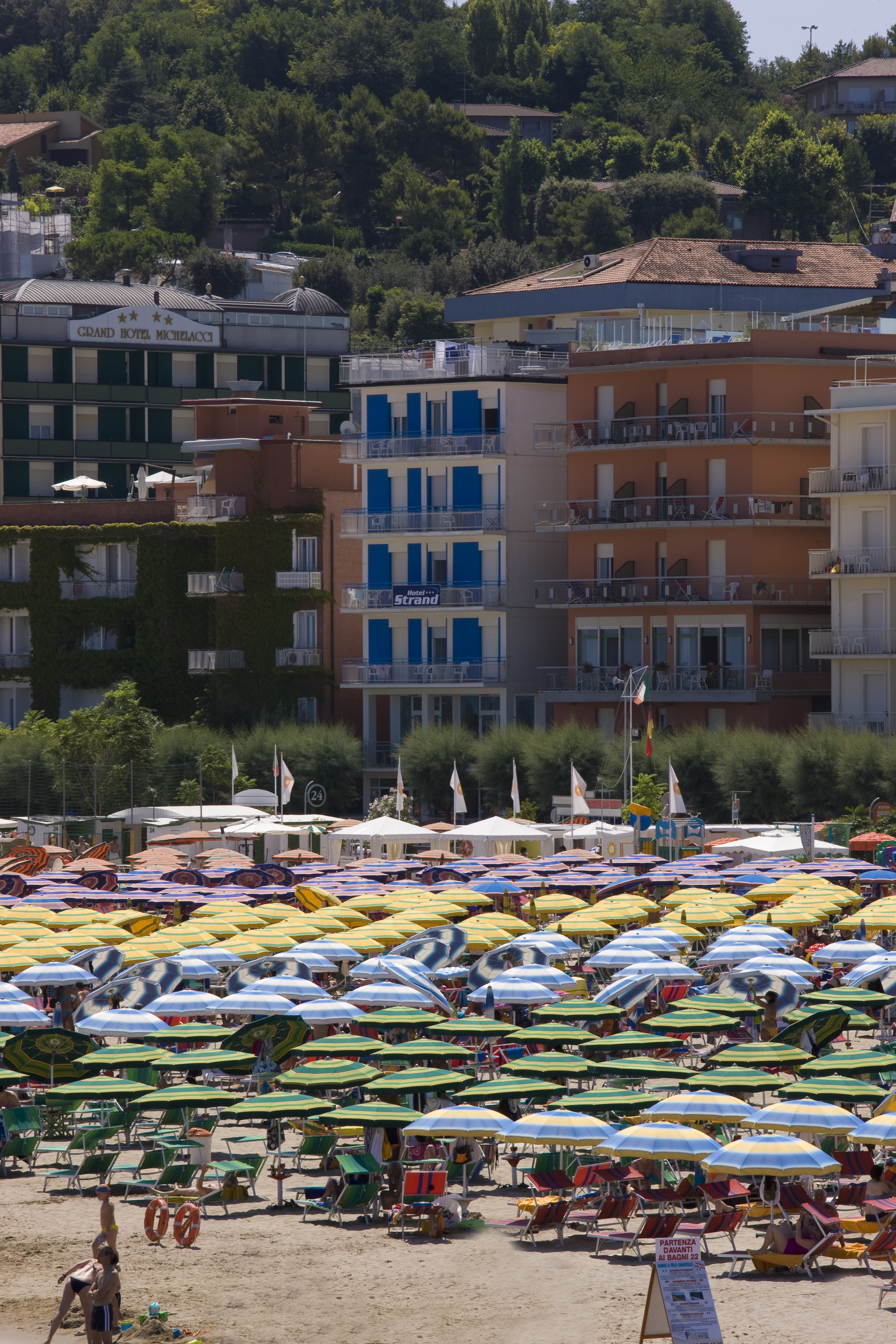
Gabicce, hotel aan het strand
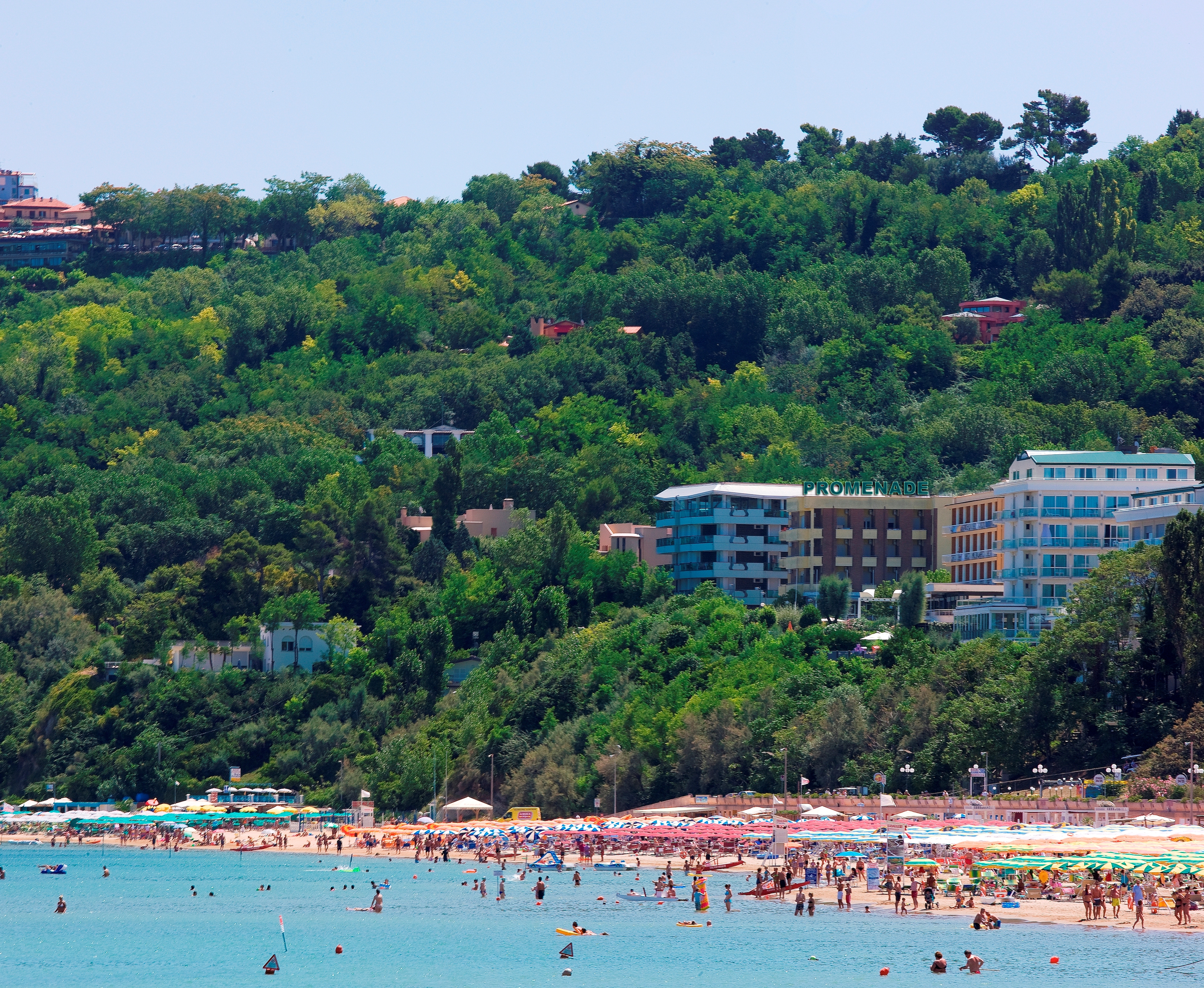
Gabicce, hotel tussen zee en berg
Gabicce Monte en Baai van Vallugola, gezien vanaf Gabicce
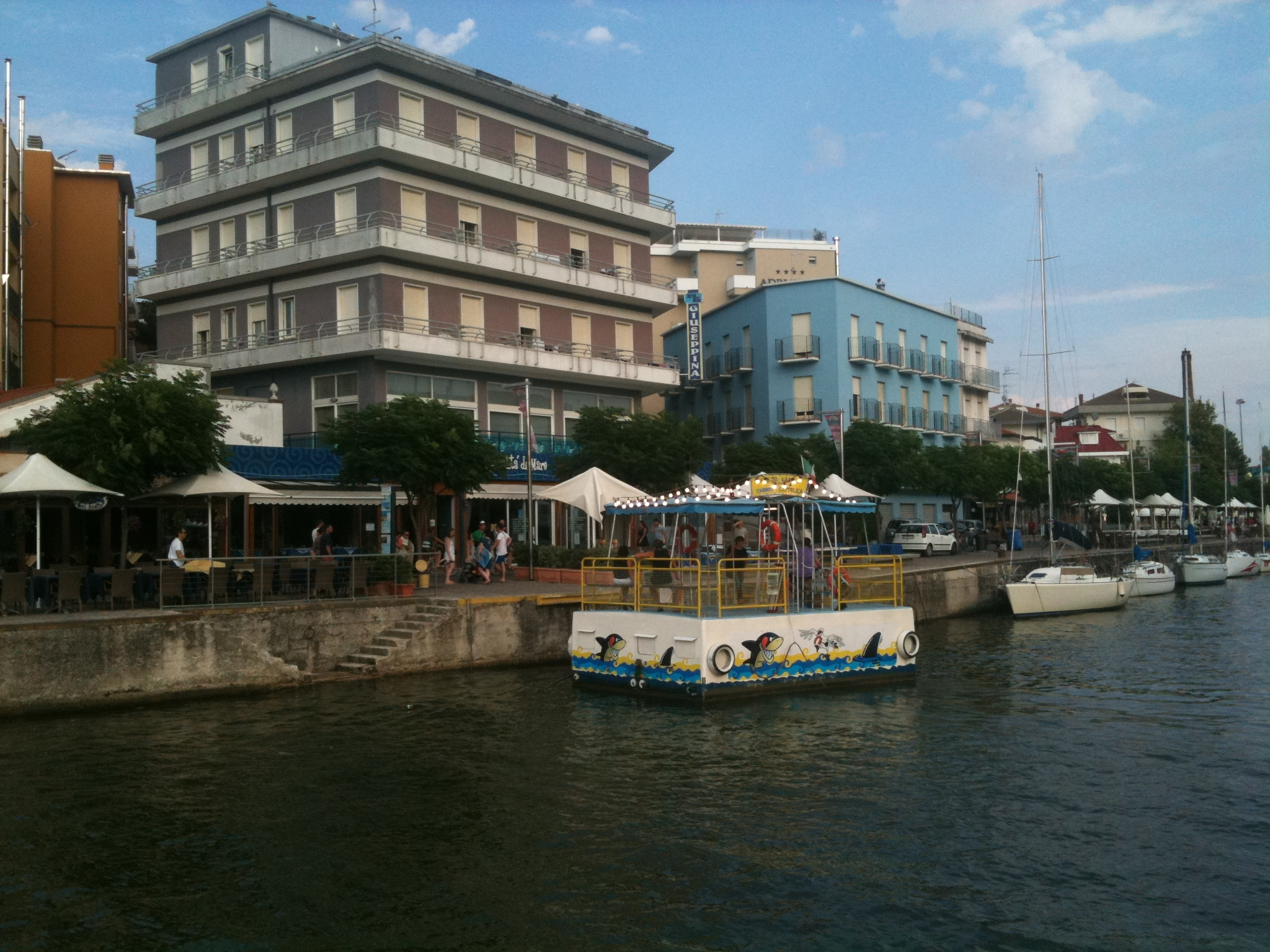
Uitzicht vanaf Cattolica

Acqualagna · Apecchio · Auditore · Barchi · Belforte all'Isauro · Borgo Pace · Cagli · Cantiano · Carpegna · Cartoceto · Casteldelci · Colbordolo · Fano · Fermignano · Fossombrone · Fratte Rosa · Frontino · Frontone · Gabicce Mare · Gradara · Isola del Piano · Lunano · Macerata Feltria · Maiolo · Mercatello sul Metauro · Mercatino Conca · Mombaroccio · Mondavio · Mondolfo · Monte Cerignone · Monte Grimano · Monte Porzio · Montecalvo in Foglia · Monteciccardo · Montecopiolo · Montefelcino · Montelabbate · Montemaggiore al Metauro · Novafeltria · Orciano di Pesaro · Peglio · Pennabilli · Pergola · Pesaro · Petriano · Piagge · Piandimeleto · Pietrarubbia · Piobbico · Saltara · San Costanzo · San Giorgio di Pesaro · San Leo · San Lorenzo in Campo · Sant'Agata Feltria · Sant'Angelo in Lizzola · Sant'Angelo in Vado · Sant'Ippolito · Sassocorvaro · Sassofeltrio · Serra Sant'Abbondio · Serrungarina · Talamello · Tavoleto · Tavullia · Urbania · Urbino
1. ↑  https://demo.istat.it/?l=it.